# Burg Haneck (Geroldstein)
Die Burg Haneck ist die Ruine einer Höhenburg bei Geroldstein,  auf dem Gemeindegebiet von Oestrich-Winkel, im Rheingau-Taunus-Kreis in Hessen.

## Geographische Lage
Die Burg Haneck liegt auf dem Gemeindegebiet der hessischen Stadt Oestrich-Winkel. Sie erhebt sich südlich der mittleren Wisper auf dem Bergsporn am „Hanenberg“ 330 m ü. NHN in der Nähe des Dorfs Geroldstein. Durch zwei tiefe Halsgräben wird sie zu einer Gipfelburg. Man erreicht die Burg vom Ort Geroldstein in einem kurzen Fußweg (ca. 15 Min.). In westlicher Richtung, tiefer gelegen, befindet sich die Burg Geroldstein. Beide Burgen wurden in neuerer Zeit verwechselt, worauf bereits 1884 Schweinsberg hinwies. In Kartenwerken erfolgte die Korrektur aber erst seit 2010.

## Geschichte
Die Burg mit der imposanten Schildmauer wurde 1386 über Gerhartstein (heute Geroldstein) durch Philipp von Gerhartstein auf dem Mainzer Territorium des Rheingaus erbaut. Das Erzbistum Mainz förderte den Bau, um das Gebiet gegen die Grafen von Katzenelnbogen abzusichern, deren Gebiet sich bis zu Dorf und Burg Geroldstein erstreckte.
Das Geschlecht derer von Geroldstein erlosch 1569 mit Hedderich von Gerolstein. Seit Hedderichs Tod war die Burg Haneck nicht mehr bewohnt und verfiel schrittweise im Laufe der nächsten Jahrhunderte. Die Burg fiel an das Erzbistum Mainz und wurde im Auftrag des Erzbischofs bis 1804 durch den Rheingau mit verwaltet. Zwischen 1599 und 1600 bemühte sich Adam von Cramberg erfolglos um eine Belehnung mit der Burg.
Die Burgruine ist heute im Privatbesitz.

## Anlage
Erhalten sind der achteckige Bergfried mit einer 2,5 Meter starken Schildmauer und integriertem Treppenturm. Hieran schließt sich der Palas-Bereich mit spitzbogigem Portal, Schlitzfenster, maulartiger Schießscharte und rundbogigem Portal an. Im Innenhofbereich der Burg befindet sich ein in den Felsen gehauener Brunnenschacht von 2,5 Metern Durchmesser. Die Burg wurde nach Süden durch einen tiefen Halsgraben gegen den höher liegenden Hang gesichert.